# エルズルム条約
エルズルム条約（エルズルムじょうやく、ペルシア語: ویژه:پالایهٔ_خرابکاری、トルコ語: Erzurum Antlaşması、英語: Treaty of Erzurum）はオスマン帝国とガージャール朝イランの間で締結された、両国の国境紛争解決に関する条約である。1823年と1847年の2回、エルズルムで締結された。

## 第一次条約（1823年）
1639年のズハーブ条約はオスマン帝国とガージャール朝の国境を定めたが、その後2世紀の長きにわたって、山がちなズハーブ地方では紛争が絶えなかった。オスマン帝国はガージャール朝領のアーザルバーイジャーンから逃げてきた反乱者たちをたびたび受け入れ、これが両国間の緊張を引き起こした。この事態の背後にはロシア帝国がいる。ロシア帝国は当時ギリシャ独立戦争でギリシャを支持しており、その敵国のオスマン帝国に圧力をかけられる相手を探していた。ロシアに焚きつけられたペルシアのアッバース・ミールザー王子はクルディスタンとアーザルバーイジャーンを侵攻、オスマン・ペルシア戦争が開戦した。バグダード太守はペルシアに侵攻したが撃退され、逆にバグダードを包囲される結果となった。さらにペルシアが1821年のエルズルムの戦いで勝利すると、オスマン帝国が折れ、1823年7月28日にエルズルム条約を締結して戦争は終了した。この条約では1639年の国境が再確認され、ペルシアの巡礼者はオスマン帝国内の聖地への通行権を保障された。

## 第二次条約（1847年）
1830年代に国境紛争が再燃し、またもやオスマン・ペルシア間の緊張を引き起こした。今度はイギリスとロシアが仲介役を申し出て、1847年5月31日にエルズルム条約が締結された。この条約では紛争地帯が分割され、国境線策定の使節団が派遣された。使節団の任務は何度も中断されたが、国境線の策定は最終的に1914年に完了した。